# Isabelle de Ridder
Isabelle de Ridder (Delft, 31 maart 1972) is een Nederlands kinderboekenschrijfster.

## Biografie

### Jeugd en studie
De Ridder werd geboren in Delft en verhuisde op haar vijfde naar Zoetermeer. Ze studeerde Nederlandse taal- en letterkunde aan de universiteit van Utrecht en bezocht vervolgens de pabo waar zij een opleiding tot onderwijzeres volgde. Tijdens haar studie liep zij stage bij Uitgeverij Piramide.

### Loopbaan
De Ridder was na haar studie's vijf jaar werkzaam als leerkracht aan de jenaplanschool De Oostpoort in Delft. Hierna werkte ze als educatief auteur voor onder andere CED-Groep, Stadsmuseum Zoetermeer, Codename Future en Uitgeverij Zwijsen.
De Ridder ging in 2012 fulltime aan de slag als kinderboekenschrijfster en schrijft boeken voor lesmateriaal. Daarnaast werkte zij ook in een kinderboekenwinkel en in de bibliotheek van Zoetermeer. Als schrijfster maakt zij kinderleesboeken en informatieboekjes van De Kijkdoos Documentatiecentrum. Ze werkt samen met illustratoren als Wilbert van der Steen, Georgien Overwater, Hiky Helmantel, Tjarda Boorsboom en Monique Dozy.